# Machajuyai-kallawaya
El kallawaya o machajuyai-kallawaya és una llengua mixta parlada per un grup d'herbolaris ambulants de Charazani, província de Bautista Saavedra, departament de La Paz. Segons la definició d'Oblitas Poblete (1968:25), es tractaria del mateix quítxua parlat amb altres vocables. Gran part d'aquests vocables tindrien el seu origen en l'antiga llengua puquina.
Des de la promulgació de la Constitució Política el 7 de febrer de 2009 el machajuyai-kallawaya és una de les 36 llengües indígenes oficials de Bolívia.
No és clar si el kallawaya es parla encara (Crevels i Muysken, 2009:15). Segons Muysken (2009:147), les últimes frases registrades daten de 1982 (Gifford & Lancaster s/d). L'autor fa referència als treballs de Bastien (1978: 20), el qual, ja en aquell temps, va observar que pocs herbolaris parlaven la llengua kallawaya, al de Girault (1984:24 [1974]), que comenta que a l'hora d'escriure, el grup dels herbolaris ja s'estava desintegrant, i al de Ranaboldo (1986:126), que afirma: "actualment l'idioma kallawaya és parlat per poques persones, encara que amb algunes diferències dialectals entre la zona de Curva i la de Chajaya, mentre la majoria només coneix algunes paraules i els joves semblen haver perdut definitivament el seu domini".
Des d'una perspectiva purament estructural, el kallawaya es pot classificar com una varietat delquítxua, particularment el quítxua meridional. Des de la perspectiva del lèxic i en part de la fonologia, el kallawaya és una llengua mixta fortament lligada al puquina (Muysken, 2009:150).